# Centro Cultural CEEE Erico Verissimo
El Centro Cultural CEEE Erico Verissimo (CCCEV) es un centro cultural de la ciudad de Porto Alegre, adaptado especialmente para las áreas de la cultura relacionadas al libro y a la literatura. 
Está instalado en el antiguo edificio de la Compañía Fuerza y Luz, construido en 1928 por el ingeniero Adolfo Stern, y alberga tres salas de exposiciones, un auditorio-teatro, una biblioteca, el Museo de la Electricidad de Río Grande del Sur, salas para oficinas y cursos, y espacios destinados a la conservación y mantenimiento de colecciones documentales y literarias.
Fue inaugurado el 17 de diciembre de 2002 y es el resultado de un esfuerzo conjunto entre la Compañía Estadual de Energía Eléctrica (CEEE), empresa pública del Estado; la Asociación Cultural Recuerdo Literario de Erico Verissimo (ALEV) y la Pontificia Universidad Católica de Rio Grande do Sul (PUCRS).